# Neocollyris brevis
Neocollyris brevis (лат.) — вид жуков-скакунов рода Neocollyris из подсемейства Cicindelinae (триба Collyridini). Юго-Восточная Азия.

## Распространение
Встречаются в Юго-Восточной Азии. Вьетнам.

## Описание
Жуки-скакуны мелкого размера (8,5 мм). Полностью чёрного цвета, голова округлой формы с неглубоким межглазным вырезом; верхняя губа чёрная и короткая; переднеспинка очень короткая и выпуклой формы; скульптура надкрылий почти гладкая, за исключением неравномерно складчатой медиальной части.
Тело тонкое стройное, ноги длинные. Верхняя губа с 7 зубцами, два крупных крайних зубца отделены от других лишь небольшим углублением. Переднеспинка удлинённая, сужена впереди и посередине. Надкрылья узкие, выпуклые, густо пунктированы. Обитают на стволах деревьев и кустарников. Биология и жизненный цикл малоизучены.

## Классификация
Вид был впервые описан в 1994 году по типовым материалам из Вьетнама (Tonkin, Tam Dao, Vinh Phu pr.). Включён в состав подрода Brachycollyris рода Neocollyris в ходе ревизии, проведённой французским энтомологом Roger Naviaux (1926—2016).